# Bến Quan (xã)
Bến Quan là một xã thuộc tỉnh Quảng Trị, Việt Nam.
Thị trấn Bến Quan có diện tích 3,96 km², dân số năm 1999 là 3.385 người, mật độ dân số đạt 855 người/km².

## Lịch sử
Ngày 16 tháng 6 năm 2025, Ủy ban Thường vụ Quốc hội ban hành Nghị quyết số 1680/NQ-UBTVQH15 về việc sắp xếp các đơn vị hành chính cấp xã của tỉnh Quảng Trị năm 2025. Theo đó, sắp xếp toàn bộ diện tích tự nhiên, quy mô dân số của các thị trấn Bến Quan, xã Vĩnh Ô, xã Vĩnh Hà, xã Vĩnh Khê thành xã mới có tên gọi là xã Bến Quan.

## Hành chính
Xã Bến Quan được chia thành 5 khóm: 1, 2, 3, 4, 5.